# Владислав II
Вижте пояснителната страница за други личности с името Владислав.
Владислав II Ягело (на полски: Władysław II Jagiełło, на литовски: Jogaila Algirdaitis, на беларуски: Ягайла Уладзіслаў; * 1350, † 1434) е велик княз на Литва под името Йогайла в периода 1377 – 1381 и 1382 – 1392 и крал на Полша в периода 1386 – 1434.

## Произход и възкачване на престола
Ягело е роден около 1362 година във Вилнюс. Син е на литовския велик княз Алгирдас и Юлиана Тверска.

## Крал на Полша

### Възкачване на престола
На 14 август 1385 година между Полша и Литва е сключена т.нар. Кревска уния, според която на следващата година Ягело се жени за полската кралица Ядвига, втората владетелка от Анжуйската династия, приема християнството и става крал-консорт на Полша под името Владислав II. Коронацията е извършена на 4 март 1386 година.

### Война с Тевтонския орден
Предвожданата от Владислав II обединена полско-литовска армия разгромява рицарите от Тевтонския орден в известната битка при Грюнвалд на 15 юли 1410 г., но не успява да ги покори напълно.

### Смърт
Ягело умира на 1 юни 1434 година и е погребан във Вавелската катедрала. След смъртта му е наследен от 10-годишния си син Владислав III Варненчик, а след него – от другия си син Кажимеж ІV Ягелончик.